# Кольонія-Ольшова
Кольонія-Ольшова (пол. Kolonia Olszowa) — село в Польщі, у гміні Уязд Томашовського повіту Лодзинського воєводства.
У 1975-1998 роках село належало до Пйотрковського воєводства.